# Liga Zielonych
Liga Zielonych (fiń. Vihreä Liitto, szw. Gröna Förbundet) – fińska partia polityczna należąca do Europejskiej Partii Zielonych. Jej przewodniczącą jest Sofia Virta.
Partia została założona w roku 1987 przez grupę działaczy ekologicznych i feministek. W latach 1995–2002 uczestniczyła w koalicji rządowej z socjaldemokratami (Pekka Haavisto został ministrem środowiska i pomocy rozwojowej w rządzie Paavo Lipponena). Wystąpili z koalicji w proteście przeciwko planom budowy nowej elektrowni jądrowej. Od roku 2007 tworzą koalicję rządową z konserwatystami z Partii Centrum.
Fińscy zieloni byli obecni w Eduskuncie jeszcze przed formalnym utworzeniem partii – od roku 1983 brali udział w wyborach jako kandydaci niezależni.
W wyborach do Parlamentu Europejskiego w 2004 Liga Zielonych wprowadziła swoją przedstawicielkę do Parlamentu Europejskiego – Satu Hassi, która należy do Grupy Zielonych/WSE.
Liga Zielonych dwukrotnie wystawiała Heidi Hautala jako własną kandydatkę na prezydenta (w roku 2000 i 2006). Zdobywała ona ok. 3,5% głosów w pierwszej turze.

## Liderzy partii
- Kalle Könkkölä (1987)
- Heidi Hautala (1987–1991)
- Pekka Sauri (1991–1993)
- Pekka Haavisto (1993–1995)
- Tuija Brax (1995–1997)
- Satu Hassi (1997–2001)
- Osmo Soininvaara (2001–2005)
- Tarja Cronberg (2005–2009)
- Anni Sinnemäki (2009–2011)
- Ville Niinistö (2011–2017)
- Touko Aalto (2017–2018)
- Pekka Haavisto (2018–2019)
- Maria Ohisalo (2019–2023)
- Sofia Virta (od 10 czerwca 2023)

## Wyniki wyborów

### Wybory do Eduskunty
| Wybory | Liczba głosów | % głosów | +/–% | Liczba mandatów | +/– |
| ------ | ------------- | -------- | ---- | --------------- | --- |
| 1983   | 43 754        | 1,5      | —    | 2/200           | —   |
| 1987   | 115 988       | 4,0      | +2,5 | 4/200           | +2  |
| 1991   | 185 894       | 6,8      | +2,8 | 10/200          | +6  |
| 1995   | 181 198       | 6,5      | -0,3 | 9/200           | -1  |
| 1999   | 194 846       | 7,3      | +0,8 | 11/200          | +2  |
| 2003   | 223 846       | 8,0      | +0,7 | 14/200          | +3  |
| 2007   | 234 429       | 8,5      | +0,5 | 15/200          | +1  |
| 2011   | 213 172       | 7,2      | -1,2 | 10/200          | -5  |
| 2015   | 253 102       | 8,5      | +1,2 | 15/200          | +5  |
| 2019   | 354 194       | 11,5     | +3   | 20/200          | +5  |
| 2023   | 217 795       | 7,0      | -4,5 | 13/200          | -7  |

### Wybory do Parlamentu Europejskiego
| Wybory | Liczba głosów | % głosów | +/–% | Liczba mandatów | +/– |
| ------ | ------------- | -------- | ---- | --------------- | --- |
| 1996   | 170 670       | 7,6      | —    | 1               | —   |
| 1999   | 166 786       | 13,4     | +5,8 | 2               | +1  |
| 2004   | 172 786       | 10,4     | -3,0 | 1               | -1  |
| 2009   | 206 167       | 12,4     | +2,0 | 2               | +1  |
| 2014   | 161 263       | 9,3      | -3,1 | 1               | -1  |
| 2019   | 292 892       | 16,0     | +6,7 | 2               | +1  |